# 德伯希夫
德伯希夫（1927年—），原名金起翔，曾用名军力，男，蒙古族，内蒙古喀喇沁中旗人，中国指挥家、作曲家，中国音乐家协会常务理事。